# ピッチパイプ

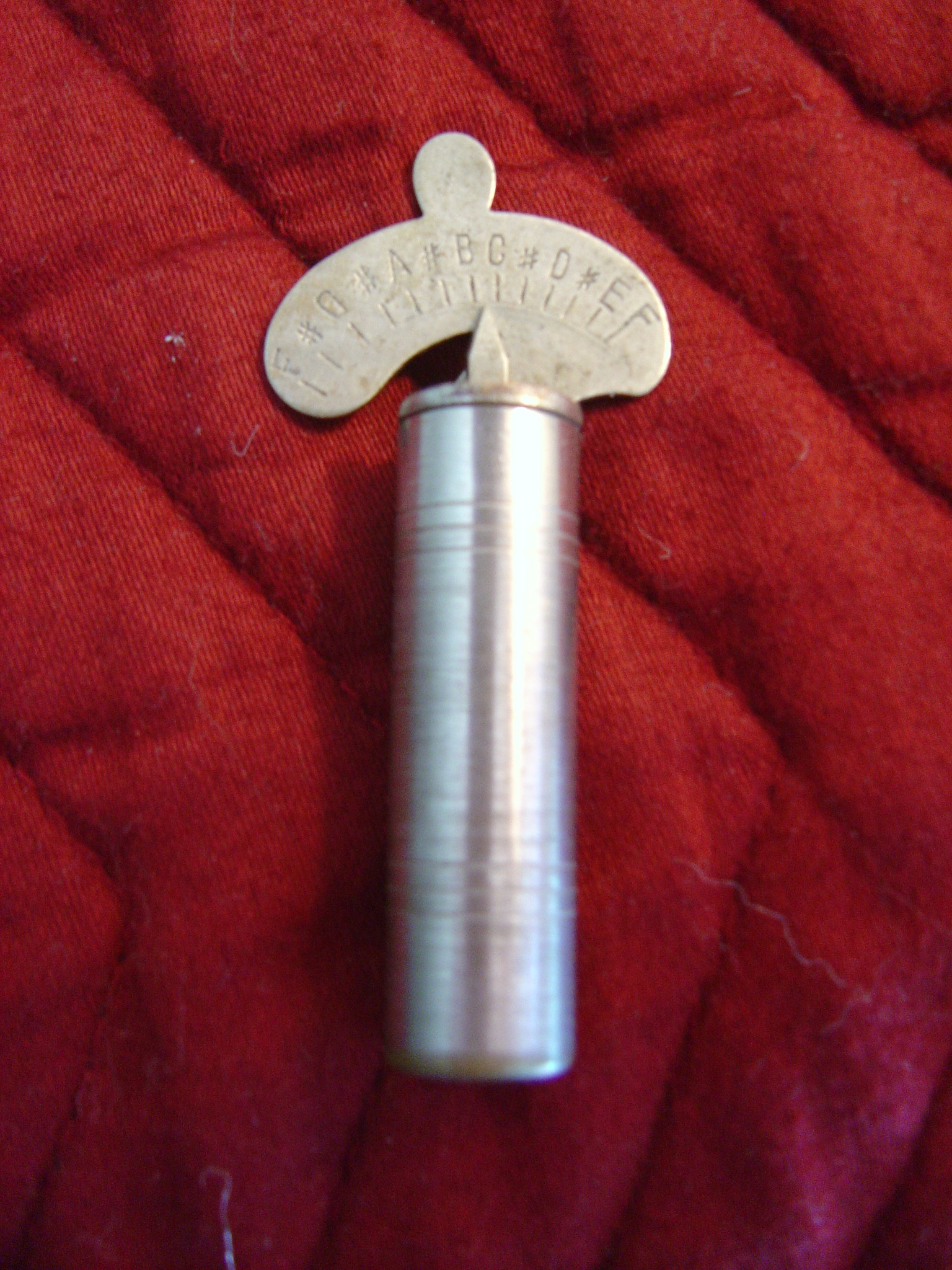
アンティークのピッチパイプ。20世紀中葉のチェコスロバキア製

ピッチパイプ または 調子笛（ちょうしぶえ） は、フリーリードの笛の一種で、音の高さを決めるために用いられる。
弦楽器の調弦用には楽器別に用意される。弦（コース）の数分の笛が一体になっており、通常行われる調弦の際の各弦の開放弦の音程が得られるようになっている。無伴奏合唱、ポピュラーのアカペラ演奏の場合は、基準となる音をとるために、半音階で13個の笛が一体になったものが用いられる。音叉も同様に用いられるが、調子笛は多くの団員に同時に聞こえる利点がある。邦楽器用のものもある。

## 一覧

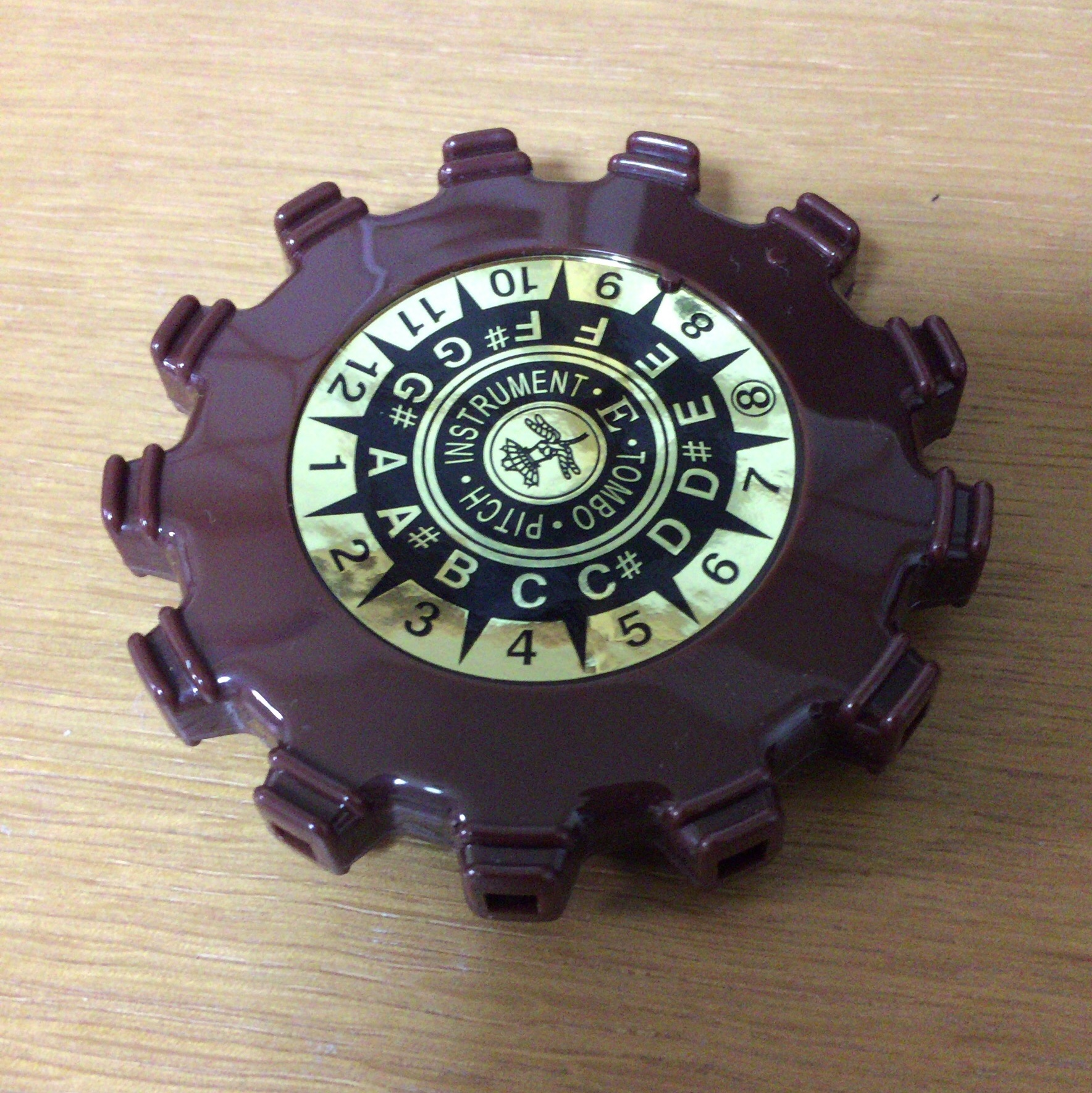
合唱やポピュラーのアカペラなどに用いられる、半音階13音の円形のピッチパイプ
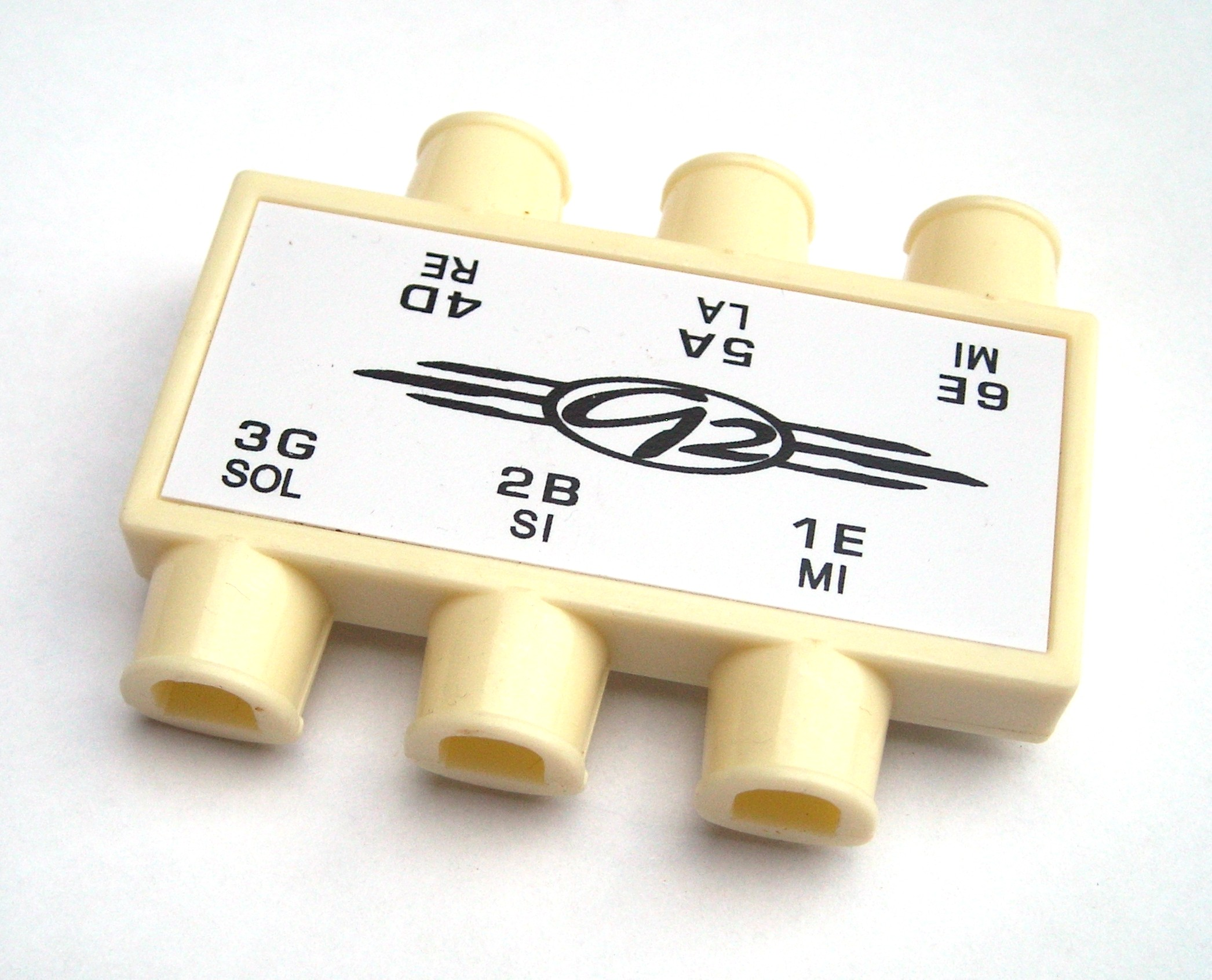
ギター用のピッチパイプ